# Рокфеллер, Джон Стерлинг
Джон Стерлинг Рокфеллер (англ. John Sterling Rockefeller; 28.10.1904—10.5.1988) — филантроп, активист за сохранение окружающей среды и орнитолог-любитель.
Из семьи Рокфеллеров — внучатый племянник Джона Дэвисона Рокфеллера-старшего. По женской линии — внук инвестора и банкира Джеймса Стиллмена.
Выпускник Школы Тафта. В 1928 году окончил Йельский университет (где был членом братства «Свиток и ключ»). С 1931 года состоял в браке с Паулой, имел двух дочерей.
Создал заповедник для популяции обыкновенной гаги на острове Кент в заливе Фанди в Канаде. В 1932 году спонсировал орнитологическую экспедицию Эрвина Штреземана на Тимор и Сумбу. Полученную в результате коллекцию изучал Эрнст Майр:121–122.
В его честь названы две птицы — Turdus poliocephalus sterlingi и Cinnyris rockefelleri (которую в 1932 году Джеймс Чэпин описал в своём труде The Birds of the Belgian Congo, Part I).